# Unterföhring
Unterföhring es un municipio situado en el distrito de Múnich, en el estado federado de Baviera (Alemania), con una población a finales de 2016 de unos 11 240 habitantes.
Se encuentra ubicado al sur del estado, en la región de Alta Baviera, cerca de la ciudad de Múnich —la capital del estado— y de la orilla del río Isar —un afluente del Danubio—. Es una de las ubicaciones de medios de comunicación más importantes de Alemania.

## Geografía
El municipio se encuentra al noroeste de la periferia de la ciudad de Múnich. Limita al norte con el municipio de Ismaning y Aschheim al oeste, además de la ciudad de Múnich al sur y este.